# Svegliatevi, dormienti
Svegliatevi, dormienti  (The Crack in Space), pubblicato anche come Vedere un altro orizzonte, è un romanzo di fantascienza scritto nel 1966 da Philip K. Dick. Deriva dai racconti Stand-by (1963) e Cantata 140 (1964).

## Trama
Nel 2080, in una Terra sovrappopolata, milioni di disoccupati (prevalentemente non bianchi) non ricevono sussidi e sono messi in animazione sospesa. Ogni tanto qualcuno asporta loro organi da trapiantare.
Una speranza per i disoccupati e disanimati si manifesta quando, attraverso una “crepa nello spazio”, si raggiunge una Terra alternativa, vergine e incontaminata, pronta per una colonizzazione da parte dei poveri della Terra sovrappopolata.
È il momento in cui il candidato alla presidenza Jim Briskin (afroamericano) potrebbe annunciare “svegliatevi, dormienti”, assicurandosi vittoria alle elezioni e gloria immortale. L'altra Terra si presenta come una terra promessa dove ci sarà spazio per tutti. Ma ben presto si scopre che l'altra terra è tutt'altro che sgombra, abitata dall'uomo di Pechino, un umanoide che al posto di scienza e tecnologia ha sviluppato una magia altrettanto potente basata su poteri paranormali.
Briskin vince le elezioni, ma non avrà vita facile: per dare speranza ai dormienti, si affida allo strampalato inventore Brent Mini, al limite della ciarlataneria coi suoi progetti per la colonizzazione di Urano.

## Edizioni
- Philip K. Dick, The Crack in Space, Ace Books, 1966,  p. 190.
- Philip K. Dick, Vedere un altro orizzonte, traduzione di Luigi Dancelli, collana Galassia n° 99, La Tribuna, 1969.
- Philip K. Dick, Vedere un altro orizzonte, traduzione di Luigi Dancelli, collana Bigalassia n° 2, La Tribuna, 1971.
- Philip K. Dick, Vedere un altro orizzonte, traduzione di Luigi Dancelli, collana Tascabili Bompiani n° 150, Bompiani, 1979.
- Philip K. Dick, Vedere un altro orizzonte, traduzione di Luigi Dancelli, collana Gli squali n° 14, Bompiani, 1995, ISBN 88-452-2685-9.
- Philip K. Dick, Vedere un altro orizzonte, traduzione di Luigi Dancelli, collana I grandi tascabili n° 587, Bompiani, 1998, ISBN 88-452-3725-7.
- Philip K. Dick, Svegliatevi, Dormienti, traduzione di Simona Fefé, collana Collezione Immaginario Dick, Fanucci, 2002,  p. 258, ISBN 88-347-0849-0.
- Philip K. Dick, Svegliatevi, Dormienti, traduzione di Simona Fefé, collana Collezione Dick, Fanucci, 2007,  p. 208. Edizione speciale venticinquesimo anniversario.